# Taake
I Taake (pron. Tóke) sono un gruppo black metal norvegese, formatosi a Bergen nel 1993.

## Storia

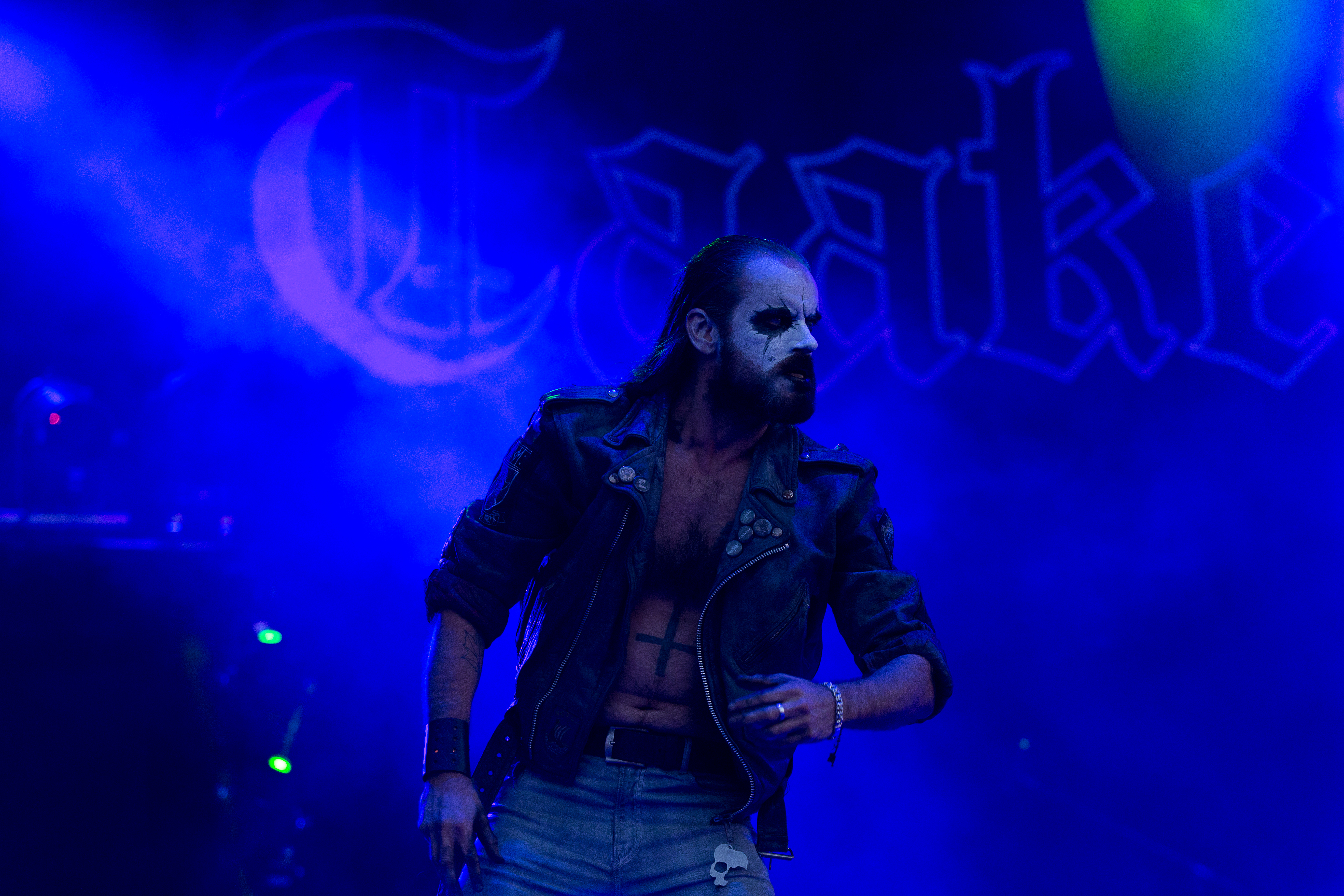
Hoest al Party San Open Air 2016

Nel 1993 Ørjan Stedjeberg, conosciuto come Ulvhedin Høst (o, con una grafia alternativa, Hoest), forma il primo nucleo della band, col nome di Thule, insieme a Svartulv che al periodo aveva solo dodici anni. I Thule pubblicano due demo: Der Vinterstormene Raste nel 1993 e Omfavnet Av Svarte Vinger ("Circondato da ali nere") nel 1994. Dopo l'uscita del demo Manndaudsvinter nel 1995, la band cambia il proprio nome da Thule a Taake. Quest'ultimo, che in norvegese significa "nebbia", è più rappresentativo della band e della zona dove Hoest è nato: le sette montagne di Bergen in Norvegia, zona notoriamente spesso uggiosa. Poco dopo, nel 1996, la band pubblica un EP, Koldbrann i Jesu Marg, che avrebbe dovuto essere l'ultimo demo tape registrato dai Taake.

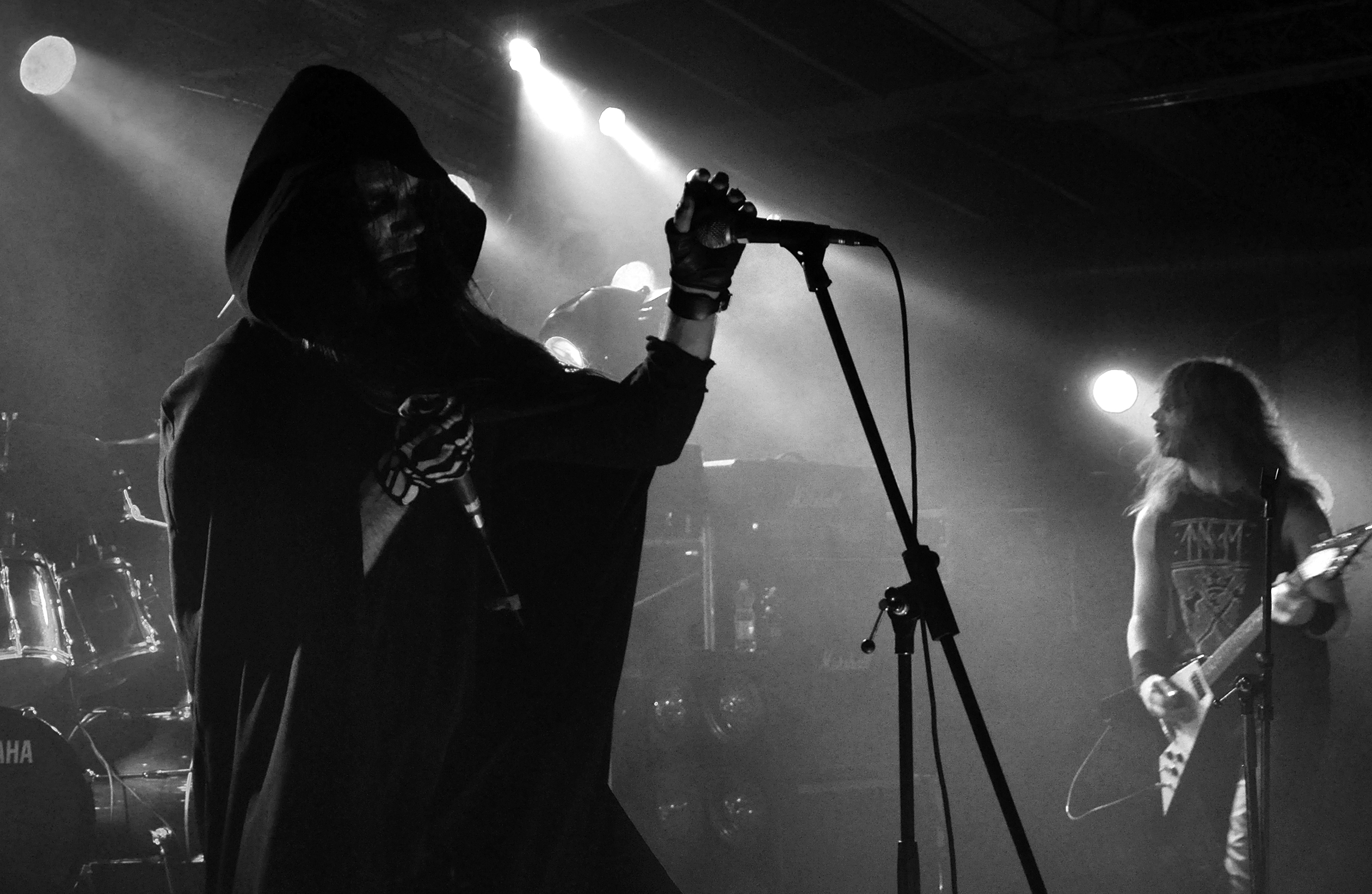
I Taake a Osnabruck nel 2011

Il primo full-length Nattestid Ser Porten Vid ("La notte scruta l'ampio cancello") viene pubblicato dalla Wounded Love Records nel 1999. L'album è scritto interamente da Hoest, con l'aiuto di un turnista, Tundra, per suonare il basso e la batteria. Il disco è registrato tra il 1997 e il 1998, ai Grieghallen Studios. Nattestid Ser Porten Vid è il primo capitolo di una trilogia; tutti i testi nel booklet sono scritti in caratteri runici. Le canzoni (sette in tutto, numero che rappresenta le sette montagne di Bergen) sono cantate in norvegese.
Il prosieguo della trilogia Over Bjoergvin graater himmerik ("Il cielo sopra Bergen piange") esce nel 2002. Esso contiene nuovamente sette canzoni. È un concept album incentrato sul tema della morte. Per quest'album Hoest forma una vera e propria band per le registrazioni: C. Corax alle Chitarre, Keridwen al basso e Mutt alla batteria.

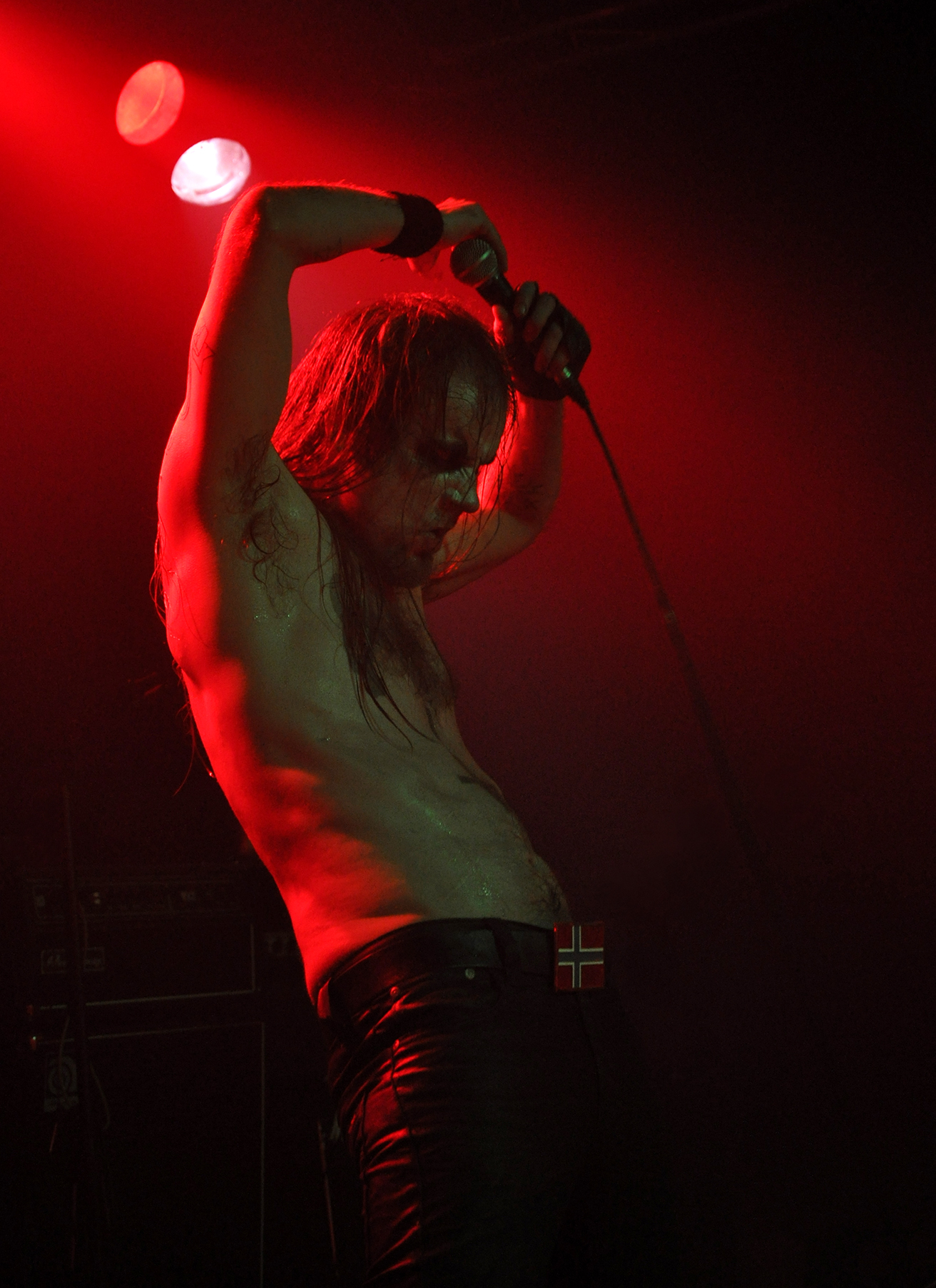
Hoest al Sequane Fest 2012

L'ultima parte della trilogia esce nel 2005 per la Dark Essence Records. Intitolato Hordalands doedskvad ("Canto funebre dell'Hordaland"), l'album mantiene sempre la stessa struttura a sette canzoni come i due precedenti dischi, ma denota un cambio di stile: mentre i primi due album della trilogia hanno delle chiare influenze provenienti dalla scena metal estrema degli anni ottanta, quest'ultimo viene invece suonato con uno stile più vicino alle tipiche sonorità di band come Enslaved, Bathory e i primi Mayhem.
Hordalands doedskvad si differenzia dai suoi predecessori anche per il numero di musicisti ospiti che vi hanno suonato, tra cui Nattefrost dei Carpathian Forest, Taipan degli Orcustus, Nordavind ex-Carpathian Forest e altri.

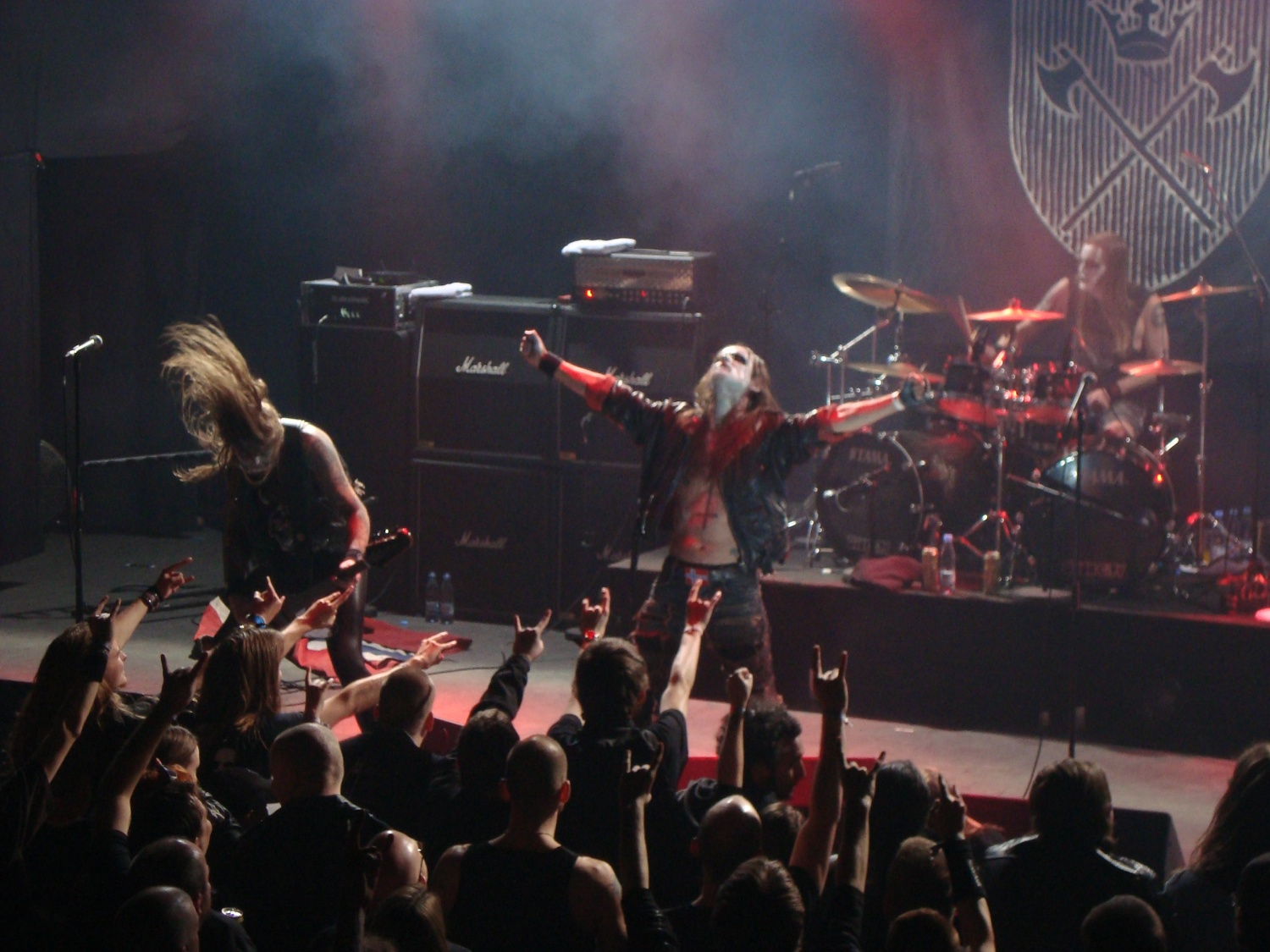
I Taake al Royal Metal Fest 2012

L'8 settembre del 2008 Hoest annuncia nella sua homepage l'uscita del quarto album dei Taake, chiamato semplicemente Taake. L'album viene registrato dall'etichetta personale di Hoest, la Svartekunst Produksjoner, e viene distribuito dalla Dark Essence Records.
L'8 dicembre 2014 esce Stridens hus, sesto album in studio della band.
Nel 2018 viene cancellato il loro concerto a New York del 24 marzo a causa delle proteste di alcuni gruppi antifascisti americani che accusano la band di Nazismo. Altre date furono annullate a causa delle proteste del rapper Talib Kweli e per l'abbandono del tour da parte dell'artista di apertura King Dude, risultando in un annullamento da parte della band di tutto il tour americano. Nonostante le accuse, la band ha dichiarato di non aver mai avuto simpatie verso il Nazismo.

## Formazione

### Formazione attuale
- Hoest – voce, chitarra, basso, batteria

#### Componenti live
- V`gandr – basso
- Frostein "Tundra" Arctander – chitarra (Precedentemente anche al basso, alla batteria, e alla voce)
- Aindiachaí - chitarra
- Thurzur – batteria

### Ex componenti
- Svartulv "Katta" "Kattaræv" (Tarmer) – batteria, voce
- Dim – voce
- C. Corax – chitarre
- Keridwen – basso
- Mutt – batteria
- Lava – basso, voce
- Mord – batteria

## Discografia

### Album in studio
- 1999 - Nattestid Ser Porten Vid
- 2002 - Over Bjoergvin graater himmerik
- 2005 - Hordalands doedskvad
- 2008 - Taake
- 2011 - Noregs vaapen
- 2014 - Stridens hus
- 2017 - Kong vinter
- 2023 - Et hav av avstand

### Raccolte
- 2004 - Helnorsk Svartmetall
- 2004 - Taake Vinyl Box set 3xLP
- 2013 - Gravkamre, kroner of troner
- 2018 - 7 Fjell box set 7xLP
- 2021 - Avvik

### EP
- 1996 - Koldbrann I Jesu Marg
- 2007 - Nekro
- 2008 - Svartekunst
- 2011 - Kveld
- 2014 - Kulde
- 2017 - Baktanker

### Demo
- 1995 - Manndaudsvinter

### Split album
- 2004 - Nordens Doedsengel (con gli Amok)
- 2006 - Lagnonector (con i Vidsyn)
- 2006 - Dra Til Helvete! (con i Gigantomachy)